# Virtus Pallacanestro Bologna 1962-1963

La Virtus 1962-1963

## Roster
Knorr Bologna 1962-63
- Nino Calebotta (capitano)
- Mario Alesini
- Justo Bonetto
- Giorgio Borghetti
- Paolo Dazzi
- Augusto Giomo
- Gianfranco Lombardi
- Corrado Pellanera
- Santo Rossi
- Ettore Zuccheri

## Staff tecnico
- Allenatore:  Eduardo Kucharski
- Vice-allenatore:  Giuliano Battilani

## Risultati
- Serie A: 3ª classificata su 14 squadre (21-5)